# جينود (إيطاليا)

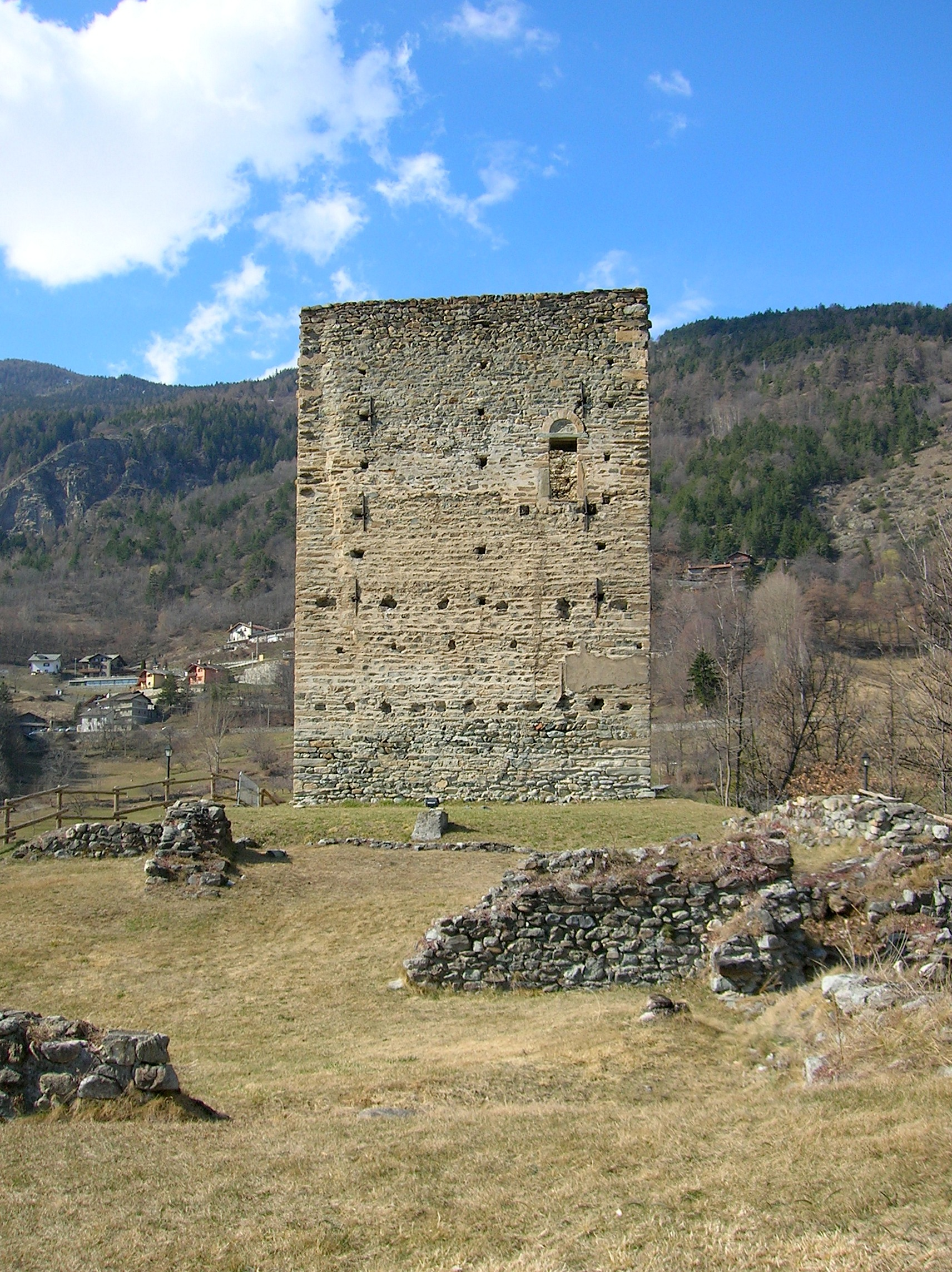
تور دي جينود

جينود ( فالدوتان : Dzegnoù ) هي بلدة وكومونا تتواجد في منطقة وادي أوستا في شمال غرب إيطاليا.

## المدن التوأم - المدن الشقيقة
قينود تتوأم مع:
- Pontlevoy, France